# 가와지리정
가와지리정(일본어: 川尻町)은 일본 히로시마현 도요타군에 속했던 정이다. 2004년 4월 1일에 구레시에 편입되어 소멸하였다.

## 역사
- 1889년 4월 1일 - 시정촌 시행으로 가와지리정역에 해당하는 가모군 아토촌, 가와지리촌이 성립하였다.
- 1922년 1월 1일 - 정으로 승격해 가와지리정이 되었다.
- 1956년 4월 1일 - 가와지리정, 아토촌의 관할권은 도요타군으로 변경되었다.
- 2004년 4월 1일 - 구레시에 편입되었다.

## 오아자 ・ 정명
- 가와지리 川尻（かわじり）
- 구스지1 - 3초메 久筋1 - 3丁目
- 구스지1 - 3초메 久俊1 - 3丁目
- 구스지1 - 2초메 小仁方1 - 2丁目
- 고요 小用
- 고요1 - 2초메 小用1 - 2丁目
- 니시1 - 6초메 西1 - 6丁目
- 노로상 野呂山
- 하라야마1 - 3초메 原山1 - 3丁目
- 히가시1 - 4초메 東1 - 4丁目
- 모리1 - 4초메 森1 - 4丁目

## 교통

### 철도
- 서일본 여객철도 구레선

### 도로
- 국도 제185호선